# Il filo che brucia
(Thomas Alva Edison)
Il filo che brucia è un'opera di Jeffery Deaver, noto autore statunitense, e costituisce il nono episodio della saga che ha come protagonisti Lincoln Rhyme e Amelia Sachs.

## Trama
L'intreccio della vicenda ruota attorno ad un criminale specializzato nel manovrare le reti elettriche di New York per incanalare grosse quantità di corrente verso obiettivi ignari della sorte che si prepara per loro.
Compito di Rhyme e della squadra assemblatasi per l'occasione sarà anticipare e bloccare le mosse del misterioso individuo, che pare sia motivato da movente ambientalista.
Nel frattempo il protagonista mantiene i contatti con l'agente Kathryn Dance, impegnata nel pedinamento a distanza dell'Orologiaio, antagonista che in arguzia e prontezza mentale raggiunge, supera a tratti e pareggia il criminologo tetraplegico.
In un susseguirsi di caratteristici colpi di scena sempre ben orchestrati dall'autore, anche la vita personale del criminologo subirà bruschi cambiamenti, in parte motivati da oscillazioni della sua situazione clinica, a causa di scelte radicali.
(Richard Logan)

## Edizioni
- Jeffery Deaver, Il filo che brucia, collana Romanzi e racconti, traduzione di Maria Baiocchi e Anna Tagliavini, Rizzoli, 2010, ISBN 978-88-17-04076-1.